# Призрак V
«Призрак V» — научно-фантастический рассказ Роберта Шекли, впервые опубликованный в 1968 году в авторском сборнике «Ловушка для людей». Весёлый фантастический рассказ из цикла про Грегора и Арнольда из «ААА-ПОПС» — Астронавтического антиэнтропийного агентства по оздоровлению природной среды.

## Сюжет
Что могут сделать два не очень везучих специалиста по оздоровлению природной среды, если на планете, куда они отправились, оживают все самые ужасные детские страхи. И не просто оживают, но и убивают. Но Арнольд и Грегор не были бы специалистами, если бы не знали, как с этим бороться.

«Управляемый автопилотом, корабль мчался к Земле. Ворчучело чувствовало себя на борту полновластным хозяином. Оно вышагивало взад-вперёд по пустынным коридорам, просачивалось сквозь стальные переборки в каюты и грузовые отсеки, стенало, ворчало и ругалось последними словами, не находя себе ни единой жертвы.
Звездолёт достиг Солнечной системы и автоматически вышел на окололунную орбиту.
Грегор осторожно глянул в щёлочку, готовый в случае необходимости мгновенно снова нырнуть в укрытие. Однако зловещего шарканья ног не было слышно, и ни под дверцей, ни сквозь переборки не просачивался оголодавший туман».

## Экранизации и инсценировки
- Телеспектакль «Абсолютная защита» из цикла «Этот фантастический мир» (выпуск № 15)[1].
- Радиоспектакль «Призрак-5»